# Plessis-de-Roye
Plessis-de-Roye är en kommun i departementet Oise i regionen Hauts-de-France i norra Frankrike. Kommunen ligger i kantonen Lassigny som tillhör arrondissementet Compiègne. År 2022 hade Plessis-de-Roye 240 invånare.

## Befolkningsutveckling
Antalet invånare i kommunen Plessis-de-Roye
| Referens: INSEE |